# Dienis Griebieszkow
Dienis Siergiejewicz Griebieszkow (ros. Денис Сергеевич Гребешков; ur. 11 października 1983 w Jarosławiu) – rosyjski hokeista, reprezentant Rosji, olimpijczyk.

## Kariera zawodnicza
- Łokomotiw 2 Jarosław (1999-2001)
- Łokomotiw Jarosław (2001-2003)
- Manchester Monarchs (2003-2005)
- Los Angeles Kings (2003, 2005-2006)
- New York Islanders (2006)
- Bridgeport Sound Tigers (2006)
- Łokomotiw Jarosław (2006-2007)
- Edmonton Oilers (2007-2010)
- Nashville Predators (2010)
- SKA Sankt Petersburg (2010-2012)
- Jugra Chanty-Mansyjsk (2012–2013)
- Edmonton Oilers (2013)
- Oklahoma City Barons (2013–2014)
- Witiaź Podolsk (2014–2015)

Wychowanek Łokomotiwu Jarosław. Od końca października 2012 zawodnik Jugry Chanty-Mansyjsk. Od lipca 2013 ponownie zawodnik Edmonton Oilers, z którym podpisał roczny kontrakt. Początek sezonu 2013/2014 w październiku 2013 zagrał w zespole farmerskim Oklahoma City Barons, po czym został wezwany do Edmonton. Łącznie w sezonie NHL (2013/2014) rozegrał jedynie 7 meczów. Od maja 2014 zawodnik Witiazia Podolsk. Z klubu odszedł w maju 2015.
Uczestniczył w turniejach mistrzostw świata w 2007, 2008, 2009, 2010, 2011 oraz zimowych igrzysk olimpijskich 2010.

## Kariera trenerska
W sezonie KHL (2019/2020) pełnił funkcję trenera konsultanta w Łokomotiwie Jarosław. W sierpniu 2019 został asystentem w sztabie trenerskim juniorskiej drużyny Łoko Jarosław w lidze MHL.

## Sukcesy

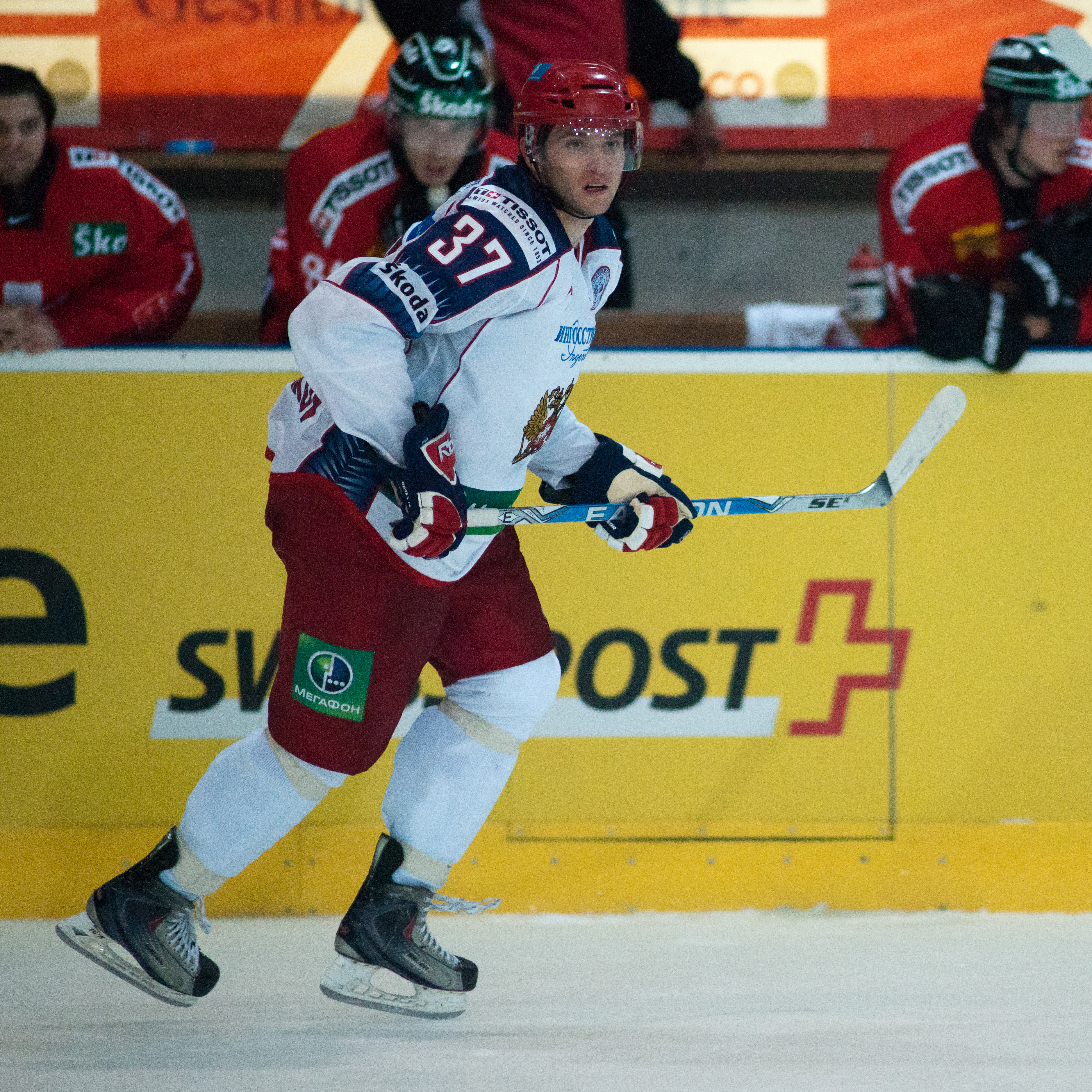
Dienis Griebieszkow w barwach Rosji (2011)

Reprezentacyjne
- Złoty medal mistrzostw świata juniorów do lat 18: 2001
- Złoty medal mistrzostw świata juniorów do lat 20: 2002, 2003
- Brązowy medal mistrzostw świata: 2007
- Złoty medal mistrzostw świata: 2008, 2009
- Srebrny medal mistrzostw świata: 2010

Klubowe
- Złoty medal mistrzostw Rosji: 2002, 2003 z Łokomotiwem
- Puchar Spenglera: 2010 ze SKA

Indywidualne
- Mistrzostwa świata juniorów do lat 20 w 2003:
  - Pierwsze miejsce w klasyfikacji +/- turnieju: +11
- AHL 2004/2005:
  - Pierwsze miejsce w klasyfikacji asystentów: 44 asysty
- KHL (2010/2011):
  - Mecz Gwiazd KHL
  - Piąte miejsce w klasyfikacji +/- w fazie play-off: +9

Wyróżnienie
- Zasłużony Mistrz Sportu Rosji w hokeju na lodzie: 2009

Odznaczenie
- Medal Orderu „Za zasługi dla Ojczyzny” II stopnia: 2009[9]